# A Guerra dos Botões (2011)
La Guerre des Boutons (prt/bra: A Guerra dos Botões) é um filme de aventuras e comédia francês de 2011 dirigido por Yann Samuell. É um dos dois filmes baseado no romance epónimo de Louis Pergaud que estrearam em 2011.

## Enredo
Em 1960, dois grupos de rapazes de aldeias vizinhas estão numa "guerra" que já dura à gerações, e em que frequentemente as crianças capturadas pelo grupo rival ficam sem os botões da roupa. Entretanto, William Labrac (Vincent Bres), o líder de um dos grupos e personagem principal do filme, enfrenta um drama na sua vida pessoal: tendo que ajudar a família na sequência da morte de seu pai, o seu professor (Eric Elmosnino) pretende que ele continue os estudos e a sua mãe (Mathilde Seigner) que ele aprenda uma profissão; ao mesmo tempo, Labrac vai desenvolvendo um relacionamento com Lanterne (Salome Lemire), a única rapariga do grupo, cujo pai (Arno Feffer) está a combater na Argélia.

## Elenco
- William Labrac ... Vincent Bres
- Mãe de Labrac ... Mathilde Seigner
- "Azteca" (chefe do grupo rival) ... Theo Bertrand[1]
- Lanterne ... Salome Lemire
- Professor Merlin ... Eric Elmosnino[1]
- Professor da outra aldeia ... Alain Chabat[1]

## Produção
O filme foi uma das duas versões do romance "A Guerra dos Botões" que estrearem em 2011, e ambos foram co-produzidos pela estação de televisão francesa TF1, sendo o outro La Nouvelle Guerre des Boutons, com o teor mais melodramático, e tendo ambos o mesmo orçamento - cerca de 13 milhões de euros; houve uma grande competição entre os produtores dos dois filmes (Marc du Pontavice para La Guerre des Boutons e Thomas Langmann para La Nouvelle Guerre des boutons) para o seu filme ser o primeiro a estrear (tendo Langmann inclusive sugerido a du Pontavice que este fizesse o seu filme em anime em vez de em imagem real), tendo La Guerre des Boutons estreado uma semana antes que La Nouvelle Guerre des Boutons.

## Outras adaptações
Além dos dois filmes de 2011, o romance de Pergaud já tinha sido adaptado ao cinema em 1936 (La Guerre des Gosses, dirigido por Jacques Daroy), em 1962 (La Guerre des Boutons, dirigido por Yves Robert) e em 1994 (War of the Buttons, filme estadunidense dirigido por John Roberts).